# Nicole Mercedes Müller
Nicole Mercedes Müller (Berlino, 4 novembre 1996) è un'attrice tedesca.

## Biografia
Nel 2003 recita nel film 4 Freunde und 4 Pfoten nei panni di Lilly Schönberg, accanto al fratello Kai Michael Müller. Ottiene, nel 2005, il ruolo di Luzi Kornatz nel drammatico Unter dem Eis. Tra il 2006 e il 2007 interpreta Paula Bergmann ne La strada per la felicità, su ZDF.

## Filmografia

### Cinema
- 4 Freunde und 4 Pfoten, regia di Gabriele Heberling (2003)
- Deuteronomium - Der Tag des jüngsten Gerichts, regia di Roger Grolimund (2004)
- Unter dem Eis, regia di Aelrun Goette (2005)
- Die wilden Hühner und das Leben, regia di Vivian Naefe (2009)
- Groupies bleiben nicht zum Frühstück, regia di Marc Rothemund (2010)
- Tschick, regia di Fatih Akın (2016)
- Oktoberfest sangue e birra (2020)

### Televisione
- Das Herz ist rot, regia di Christine Kabisch (2003)
- Der Mustervater - Allein unter Kindern, regia di Dagmar Hirtz (2004)
- Das Bernsteinamulett, regia di Gabi Kubach (2004)
- Polizeiruf 110 – serie TV, episodio 33x04 (2004)
- Tatort – serie TV, episodio 1x591 (2005)
- Rosa Roth – serie TV, episodio 1x20 (2005)
- Freundinnen fürs Leben, regia di Buket Alakus (2006)
- La strada per la felicità (Wege zum Glück) – serial TV, 285 puntate (2006-2007)
- Freud - serie TV (2020)